# Anacyclus anatolicus
Anacyclus anatolicus là một loài thực vật có hoa trong họ Cúc. Loài này được Behçet & Almanar mô tả khoa học đầu tiên năm 2004.